# Spaghetti aglio e olio
Les spaghettis aglio e olio (prononcé : [spaˈɡetti ˈaʎʎo e ˈɔːljo] ; italien pour « spaghetti [avec] de l'ail et de l'huile ») sont une spécialité culinaire italienne à base de pâtes, issue de Naples. C'est un plat typique et très apprécié de la cuisine napolitaine. Sa popularité peut être attribuée à sa simplicité de préparation et au fait qu'il utilise des ingrédients peu coûteux, facilement disponibles et qui ont une longue durée de vie dans un garde-manger.

## Préparation
Pour préparer ce plat, il faut d'abord faire légèrement sauter de l'ail émincé dans de l'huile d'olive, en ajoutant parfois des flocons de piment rouge (dans ce cas, le nom est spaghetti aglio, olio e peperoncino). L'huile et l'ail sont ensuite mélangés à des spaghettis cuits dans de l'eau salée. Du persil italien finement haché est ensuite ajouté comme garniture. On peut ajouter du parmesan ou du pecorino râpé, bien que le fromage ne soit pas inclus dans la plupart des recettes traditionnelles. Certaines recettes recommandent d'ajouter une partie de l'eau des pâtes à l'huile d'olive pour créer une sauce, mais d'autres recettes recommandent de verser simplement l'huile sur les pâtes égouttées, ce qui ne crée pas de sauce.